# Вилья-Кура-Брочеро
Вилья-Кура-Брочеро (исп. Villa Cura Brochero) — город и муниципалитет в департаменте Сан-Альберто  провинции Кордова (Аргентина), административный центр департамента. Часть конкурбации «Вилья-Кура-Брочеро — Мина-Клаверо».

## История
Город был основан в 1866 году пресвитером Франсиско Агирре под названием Вилья-дель-Трансито. В 1916 году губернатор Рамон Хосе Каркано переименовал его в ознаменование второй годовщины со дня смерти Хосе Габриэля Брочеро (впоследствии канонизированного католической церковью).